# Eo biển Messina

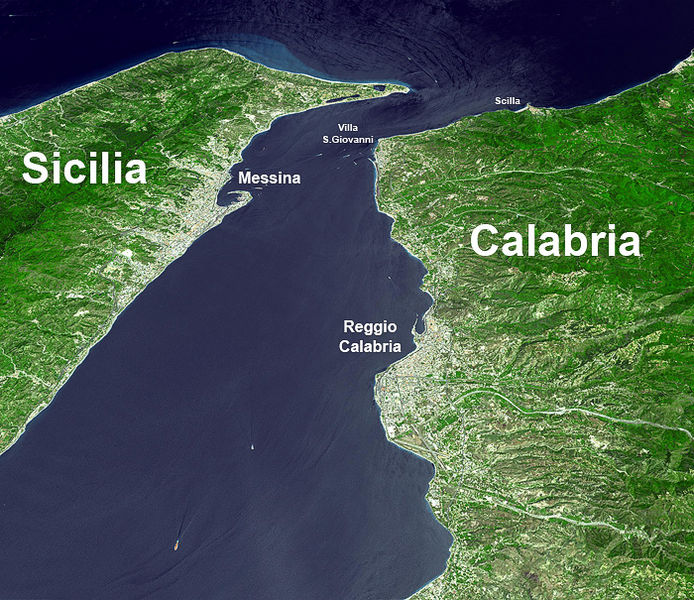
Ảnh vệ tinh eo biển Messina cùng với các tên gọi.

Eo biển Messina (Stretto di Messina trong tiếng Ý, Strittu di Missina trong tiếng Sicilia) là một đoạn biển hẹp giữa mũi phía đông của đảo Sicilia và mũi Calabria ở phía tây của lục địa Ý. Eo biển này kết nối biển Tyrrhenum ở phía bắc với biển Ionia ở phía nam, cả hai thuộc Địa Trung Hải. Ở điểm hẹp nhất, eo biển Messina rộng 3,1 km (1,9 mi), song ở gần thành phố Messina thì chiều rộng của nó là khoảng 5,1 km (3,2 mi) và độ sâu tối đa là 250 m (830 ft).
Có một tuyến phà giúp kết nối Messina trên đảo Sicilia với Villa San Giovanni trên đất liền, nằm cách vài km về phía bắc của thành phố lớn Reggio Calabria; phà chuyên chở toa xe lửa trên tuyến đường sắt chính giữa Palermo và Napoli. Ngoài ra, còn có dịch vụ tàu cánh ngầm giữa Messina và Reggio Calabria.
Eo biển này có đặc điểm là có các dòng thủy triều mạnh, thiết lập nên một hệ sinh thái biển đơn nhất. Một xoáy nước tự nhiên ở phần phía bắc của eo biển có liên quan đến các nhân vật Scylla và Charybdis trong thần thoại Hy Lạp. Trong một số trường hợp, có thể trông thấy Fata Morgana (ảo ảnh phức tạp) khi nhìn Sicilia từ Calabria.
Năm 1957, một đường điện cao thế 220-kV trên cao đã được xây dựng qua eo biển Messina. Cột điện của đường dây này là cao nhất thế giới. Đường dây điện này sau đó đã bị thay thế bằng một cáp điện ngầm qua biển, song các cột điện vẫn còn và được bảo vệ như các di tích lịch sử.

## Kế hoạch cầu Messina Bridge

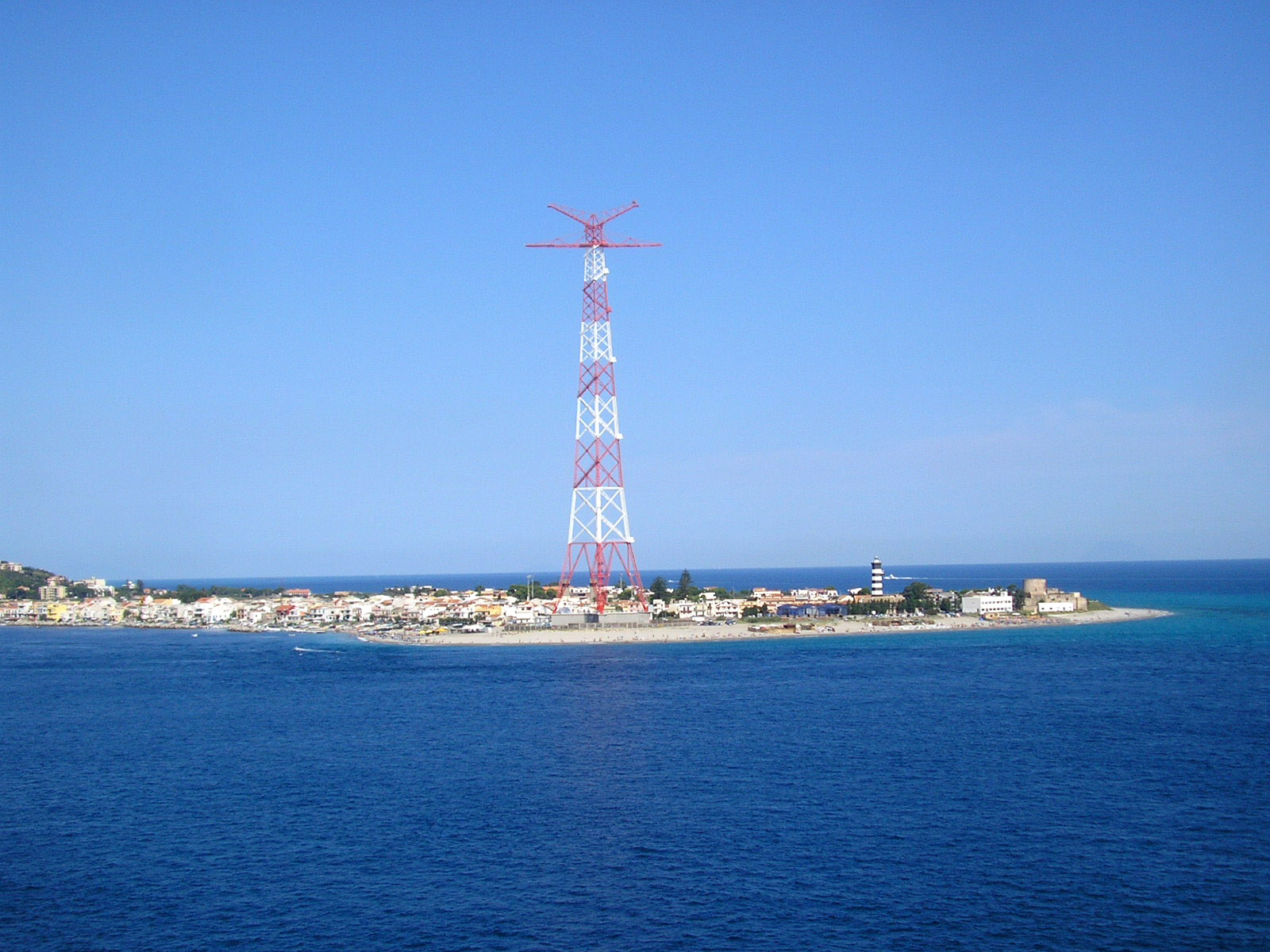
Cột điện cũ bên phía Sicilia của eo biển Messina

Trong nhiều thập kỷ, đã từng có thảo luận về khả năng xây dựng một cây cầu bắc qua eo biển Messina. Năm 2006, dưới thời Thủ tướng Romano Prodi, dự án này đã bị hủy bỏ. Tuy nhiên, ngày 6 tháng 3 năm 2009, là một phần trong kế hoạch xây dựng các công trình công cộng đồ sộ mới, chính quyền Silvio Berlusconi đã tuyên bố rằng các kế hoạch để xây dựng cầu Messina đã được phục hồi hoàn toàn, cam kết sẽ đóng góp 1,3 tỉ Euro trong tổng chi phí ước tính là 6,1 tỉ Euro Với khoảng 3,3 km chiều dài và 60 m chiều rộng, cây cầu này cần có hai cột trụ cao 382 m, tức cao hơn Tòa nhà Empire State, và có sáu làn xe cao tốc, một tuyến đường sắt (lên đến 200 chuyến mỗi ngày), và hai lối đi bộ.
Những người ủng hộ dự án coi cây cầu sẽ tạo ra nhiều việc làm và thúc đẩy du lịch đến hòn đảo. Tuy nhiên, những người phản đối lại coi việc xây dựng cây cầu sẽ gây ra thảm họa sinh thái, công trình xây dựng có thể gặp phải rủi ro vì gió mạnh và động đất (khu vực từng ghi nhận các cơ địa chấn dữ dội), là một món lợi cho các tội phạm có tổ chức ở Sicilia và Calabria.